# Guillermo I de Baux
Guillermo I del Balzo o de Baux (occitano: Guilhem dei Bauç, Guillem arcaica o Guilhem dels Baus, francés: Guillaume des Baux o du Baus, latín:. Guillelmus de Balcio, ca. 1155 - junio 1218) fue Príncipe de Orange desde 1182 hasta su muerte. Fue un importante noble provenzal.

## Biografía
Guillermo era hijo de Beltrán I del Balzo, sexto señor soberano de Baux y el primer príncipe de Orange, un importante mecenas de la poesía occitana y Tiburga de Sarenom, hermana de Raimbaut d'Aurenga y ella misma una trobairitz. En 1215, cuando el emperador Federico II Hohenstaufen trató de hacer efectivo su poder en el Reino de Borgoña, concedió a Guillermo en Metz todo el Reino de Arlés y Vienne, probablemente refiriéndose al virreinato del reino. Parece posible que, en la lucha contra la herejía, en el verano de 1216, Guillermo fuera encarcelado en Aviñón, pero, una vez libre, y con el apoyo del Papa Honorio III, toma parte en el asedio de la ciudad, donde lo capturaron en junio de 1218 y fue desollado vivo por los herejes. Los descendientes de Guillermo siguieron reclamando el reino de Arlés hasta el 23 de agosto de 1257, cuando Raimundo I
transferirá la totalidad de sus derechos aL conde de Provenza, el rey Carlos I de Anjou.
Guillermo era un hombre de letras y un trovador, heredando su amor por la poesía lírica de sus padres que eran mecenas y compositores. Dos coblas y un sirventés se conservan de los escritos de Guillermo. Él también estuvo en contacto con otros trovadores. El único sirventés superviviente de Gui de Cavalhon fue escrito contra Guillermo.
Un razó anecdótico se conserva describiendo cómo Guillermo robó a un comerciante francés, que posteriormente llevó su caso al rey Felipe Augusto, pero fue rechazado porque se había producido demasiado lejos (es decir, fuera de la jurisdicción francesa en Provenza). El comerciante posteriormente falsificó el sello real y lo usó para atraer a Guillermo a su ciudad (sin nombre) con promesas de recompensas. Cuando Guillermo y sus compañeros llegaron a la ciudad el comerciante los habría detenido y encarcelado hasta que hicieron las paces por lo que había robado. A su regreso a la Provenza, Guillermo supuestamente planeaba anexionar un pedazo de tierra (la Osteilla o Estella) perteneciente a Ademar II de Valentinois cuando fue capturado por los pescadores de Ademar en un pequeño bote en el Ródano. Este acontecimiento inspiró una cobla del trovador Raimbaut de Vaqueiras, que apodó a Guillermo Engels (el inglés, por razones desconocidas).En ella Raimbaut reprocha amargamente enojado, y no sin ironía, que Guillermo hizo un viaje loco sin haber obtenido una mayor sabiduría. Estas le respondió con Be'm meravill de vos, en Raimbaut, donde manifiesta sorpresa para esta impactante postura en contra de él, ya que el  mismo Raimbaut fue conocido por todas sus locuras y anhelos.

## Matrimonio y descendencia
Guillermo se casó con Ermengarda, hija de Raimundo de Mévouillon, pero se divorciaron el 21 de marzo de 1203. Su hijo, Raimundo I de Baux, sucedió a su padre como príncipe de Orange y el Rey de Arlés. Guillermo se volvió a casar con una mujer llamada Alix. Sus hijos con ella fueron, Guillermo II y Beltrán II, que más tarde heredaron Orange. Guillermo también tenía una hija llamada Tibors que se casó con Giraud III Amic, señor de Thor de Châteauneuf.